# Hải âu Tristan
Hải âu Tristan (tên khoa học Diomedea dabbenena) là một loài loài chim biển trong họ Hải âu. Đây là một trong những loài hải âu lớn của chi Diomedea, và đã được công nhận rộng rãi như là một loài vào năm 1998.

## Số lượng cá thể
Quần thể sinh sản ở Đảo Gough có 2 đến 3 cặp nhưng không liên tục trên đảo. Quần thể sinh sản hàng năm được ước tính từ 1.250 đến 1.750 cặp sinh sản. Tương đương với 3.400-4.800 cá thể trưởng thành sinh sản hai năm một lần. Các số liệu gần đây cho thấy số lượng cá thể của loài hải âu Tristan trên Gough đã giảm 28% trong vòng 46 năm và ở mức 3-5% hàng năm từ năm 2000 đến năm 2016, tỷ lệ suy giảm cá thể hàng năm là 2,9-5,3%. Số lượng cá thể loài này đã giảm 96% trong vòng 3 thế hệ qua. Do đó, tỷ lệ suy giảm liên tục được đặt ở đây trong dải 80-100% trong ba thế hệ (86 năm).